# Tombe du Capitaine (Villedieu)
La Tombe du Capitaine, appelée aussi dolmen du Croizet,  est un dolmen situé sur la commune de Villedieu, dans le département français du Cantal.

## Historique
Le dolmen a été fouillé par J.-B. Delort à la fin du XIXe siècle qui le dénomme dolmen du Croizet et le localise, par erreur, sur la commune de Ternes. Laurent Barbier y a mené une nouvelle fouille en 1969.

## Description
Il a été édifié à 1 039 m d'altitude, ce qui en fait le plus élevé des dolmens actuellement connus dans le Cantal. C'est un dolmen simple composé de deux orthostates latéraux d'environ 1 m de côté en basalte et d'une table de couverture (2,30 m de longueur sur 2 m de largeur) en dolérite, les deux roches étant d'origine locale. Le chevet est constitué par un affleurement rocheux.
Le dolmen est inclus dans une butte de terre large de 2,50 m sur longue 30 m de longueur qui pourrait correspondre au tumulus d'origine ou résulter d'une accumulation de terre résultant des labours successifs.

## Gravures
La table comporte  sur sa partie supérieure des cupules, dont le diamètre atteint au maximum 8 cm, et des traits gravés d'une largeur moyenne de 3 cm de section semi-circulaire. Les cupules sont réparties en deux groupes : un premier groupe comportant huit cupules à l'extrémité de la dalle et un second groupe comportant seize cupules dispersées entre les traits et onze autres isolées. La très grande majorité des traits sont gravés dans le sens de la longueur de la table. Certains partent d'une cupule et aboutissent dans une autre. Il n'a pas été possible de dater ces gravures qui pourraient être antérieures comme postérieures à l'édification du dolmen.

## Mobilier archéologique
J.-B Delort ne mentionne aucun découverte particulière hormis des tessons de poterie. Barbier découvrit un tesson du même type à gros dégraissant, un fragment de hache polie et un objet en silex.